# Novela (právo)
Novelou se nazývá takový právní předpis, kterým se mění či doplňuje, cizím slovem novelizuje, jiný právní předpis. Novely jsou vydávány buď jako samostatné právní předpisy nebo jsou připojeny k jiným předpisům zpravidla na jejich konec. Název se odvozuje od výrazu „Novellae“ (množné číslo; řecky Narai), což je sbírka nařízení císaře Justiniána I. z let 534–569, která byla zařazena do souboru římského práva Corpus iuris civilis jako dodatek. Odlišným od novelizace je výraz „novace“, který má místo v soukromém právu, kde jde o novace závazků.
Novelizací se změní nebo zruší určitá část dřívějšího právního předpisu, případně se do něj doplní nová ustanovení. Novelizační právní předpis je publikován ve Sbírce zákonů jako samostatný, má vlastní platnost a účinnost, ale od data účinnosti se právní normy novely stávají součástí toho právního předpisu, který je novelizován (jsou do něj inkorporovány). Ten se pak má označovat sice pod původním číslem a ročníkem Sbírky zákonů, ovšem s dodatkem např. „ve znění pozdějších předpisů“. Vzhledem k tomu, že právní normy už nejsou součástí novely, ale novelizovaného právního předpisu, nelze takovou právně nesamostatnou novelu např. napadnout u Ústavního soudu. Výjimkou jsou přechodná ustanovení novely, která se součástí novelizovaného právního předpisu nestávají, a napadnout lze i ústavnost procedury přijetí novely.
Jestliže je novela určitého právního předpisu obsažena v jiném právním předpisu, který s ní obsahově jinak vůbec nesouvisí, jedná se o tzv. „přílepek“. Protože se tím ale narušují principy tvorby souladného, přehledného a předvídatelného práva, prohlásil je v roce 2007 Ústavní soud za neústavní.